# James Killen
Sir Denis James Killen, Jim Killen (ur. 23 listopada 1925 w Dalby, Queensland, zm. 12 stycznia 2007 w Brisbane) – polityk australijski, wieloletni parlamentarzysta z ramienia Liberalnej Partii Australii, minister marynarki i obrony.

## Życiorys
Uczęszczał do Brisbane Grammar School, następnie ukończył studia prawnicze na University of Queensland. W czasie II wojny światowej służył w siłach lotniczych. Po wojnie przez kilka lat pracował w rolnictwie, m.in. przy strzyżeniu owiec, zajmował się także praktyką prawniczą. W 1949 wstąpił do Liberalnej Partii Australii i przyczynił się do powstania młodzieżowego ruchu liberalnego w stanie Queensland (Queensland Young Liberals). W 1955 po raz pierwszy został wybrany do Izby Reprezentantów, gdzie zyskał zarówno sławę dobrego mówcy, jak i opinię polityka skrajnie prawicowego skrzydła liberałów. Występował m.in. w obronie rządów Iana Smitha w Rodezji.
Killen zachowywał fotel w parlamencie w kolejnych wyborach, co szczególne znaczenie miało w 1961, kiedy liberałowie pod wodzą Roberta Menziesa odnieśli minimalne zwycięstwo (przewagą dwóch mandatów). Z wyborami 1961 związana jest anegdota - Killen miał otrzymać telefoniczne bądź telegraficzne gratulacje od premiera Menziesa, których emocjonalna treść "Killen, you're magnificent!" ("Killen, jesteś wspaniały!") stała się nagłówkiem wielu tytułów prasowych. W rzeczywistości historia została wyolbrzymiona przez dziennikarzy. 
Pod koniec lat 60. Killen zajął bardziej umiarkowane stanowisko polityczne. W 1969 został ministrem marynarki w gabinecie Johna Gortona. Stanowisko to zajmował do 1971, kiedy tekę premiera objął William McMahon. Po porażce wyborczej Partii Liberalnej na rzecz Partii Pracy Gougha Whitlama w 1972 kierował resortami edukacji i obrony w gabinetach cieni Snedena i Frasera. W latach 1975–1982 był ministrem obrony w rządzie Malcolma Frasera.
Po odejściu ze stanowiska ministra obrony w 1982 Killen otrzymał tytuł szlachecki (komandora Orderu Św. Michała i Św. Jerzego) i został mianowany wiceprezydentem Rady Wykonawczej (odpowiednik zastępcy gubernatora generalnego w randze ministra bez teki). Pełnił tę funkcję przez rok, zrezygnował w 1983 po porażce wyborczej Partii Liberalnej. Przez kilka miesięcy 1983 był parlamentarzystą Australii o najdłuższym stażu, ale złożył mandat w sierpniu tegoż roku. Na politycznej emeryturze zajmował się praktyką prawniczą w Brisbane, zaangażował się również w ruch monarchistyczny i w 1998 został wybrany do IV Zgromadzenia Konstytucyjnego Australii, gdzie występował jako przeciwnik republiki.
Killen znany był z dobrych stosunków z politykami z różnych opcji politycznych, m.in. z Goughem Whitlamem i Fredem Daly'm. Napisał wstęp do zbioru anegdot politycznych Daly'ego 
The Politician Who Laughed (1982).